# Charge ▶ Go! / Lights
Singles de AAA
Call / I4U
(2011) Sailing
(2012)
Charge ▶ Go! / Lights est le 30esingle du groupe AAA sorti sous le label Avex Trax le 16 novembre 2011 au Japon. Il arrive 5e à l'Oricon. Il se vend à 48 912 exemplaires la première semaine et reste classé 9 semaines pour un total de 54 636 exemplaires vendus dans cette période. Il sort en format CD, CD+DVD Type A, CD+DVD Type B, et CD mu-mo avec une pochette différente pour chaque membre. Charge ▶ Go! et Lights se trouvent sur l'album 777 ~Triple Seven~.

## Liste des titres
| 1. | Charge ▶ Go! |  |
| 2. | Lights |  |
| 3. | 6th Anniversary Sabi Medley (BLOOD on FIRE ～ Champagne Gold ～ DRAGON FIRE ～ Metamorphose ～ Jamboree!! ～ That's Right ～ SUNSHINE ～ Hurricane Riri, Boston Mari) |  |
| 4. | Charge ▶ Go! (Instrumental) |  |
| 5. | Lights (Instrumental) |  |

| 1. | Charge ▶ Go!                |  |
| 2. | Lights                      |  |
| 3. | Charge ▶ Go! (Instrumental) |  |
| 4. | Lights (Instrumental)       |  |

| 1. | Charge ▶ Go! (Music Clip)               |  |
| 2. | Charge ▶ Go! (Music Clip Making part.1) |  |

| 1. | Charge ▶ Go! (Music Clip Making part.2)                |  |
| 2. | Charge ▶ Go! (Swing Video) (Charge ▶ Go! (振りビデオ)) |  |

| 1. | Charge ▶ Go!                                  |  |
| 2. | Lights                                        |  |
| 3. | Think about AAA 6th Anniversary ～season 13～ |  |
| 4. | Think about AAA 6th Anniversary ～season 14～ |  |